# Crozon-sur-Vauvre
Crozon-sur-Vauvre è un comune francese di 392 abitanti situato nel dipartimento dell'Indre nella regione del Centro-Valle della Loira.

## Società

### Evoluzione demografica
Abitanti censiti